# نونو فيرنانديز
نونو فيرنانديز (بالبرتغالية: Nuno Fernandes‏) هو منافس ألعاب قوى برتغالي، ولد في 1 أبريل 1969 في بورتو في البرتغال.

## وصلات خارجية
- نونو فيرنانديز على موقع الاتحاد الدولي لألعاب القوى (الإنجليزية)
- نونو فيرنانديز على موقع الاتحاد الأوروبي لألعاب القوى (الإنجليزية)
- نونو فيرنانديز على موقع أوليمبيديا (الإنجليزية)